# Saltstraumen (localité)
Pour l’article homonyme, voir Saltstraumen.
Saltstraumen est une localité du comté de Nordland, en Norvège.

## Géographie
Administrativement, Saltstraumen fait partie de la kommune de Bodø.